# Barry Way

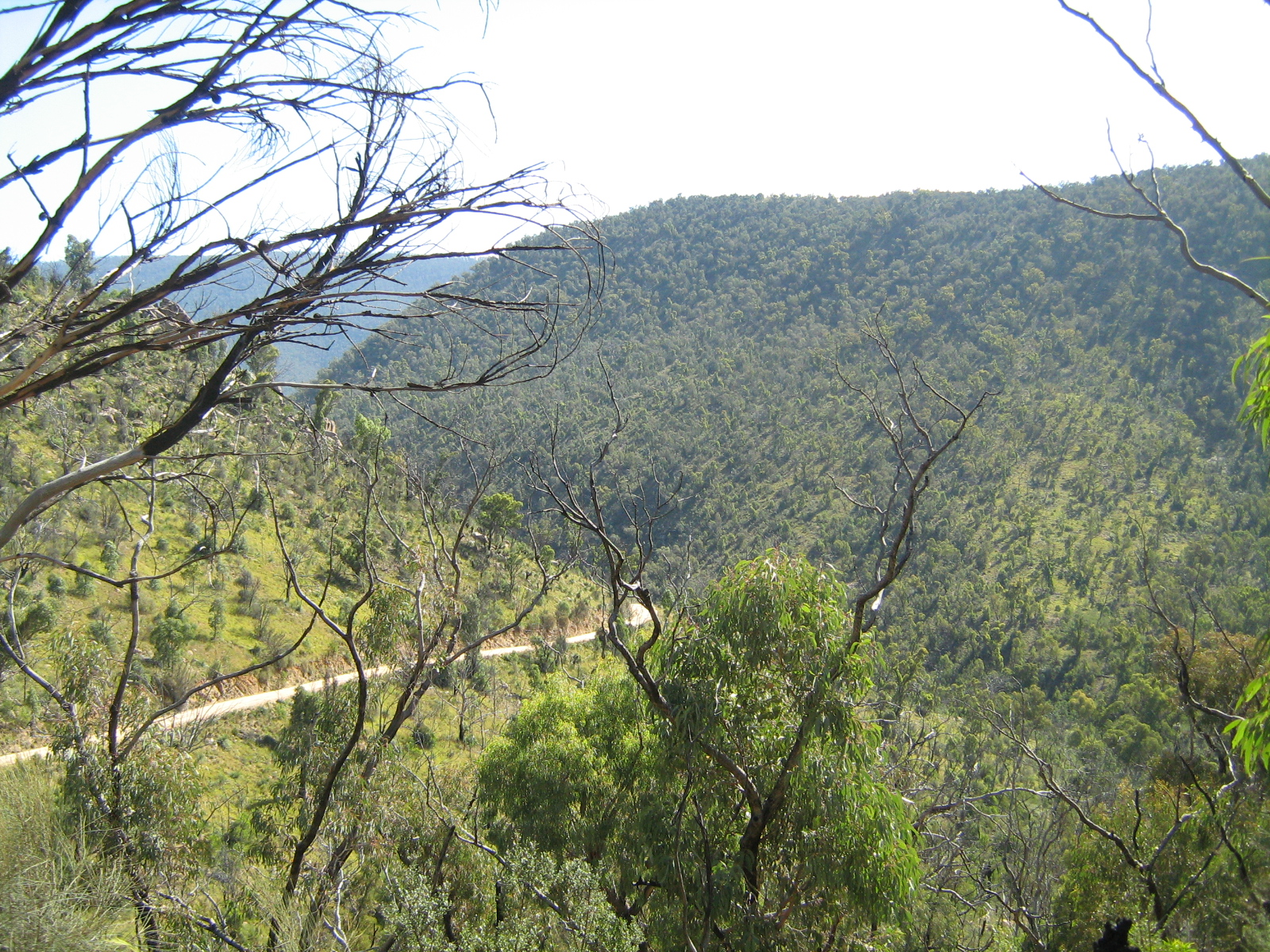
Der Barry Way schlängelt sich durch die Australischen Alpen.

Der Barry Way ist eine Verbindungsstraße im Südosten des australischen Bundesstaates New South Wales. Sie verbindet die Kosciuszko Road und den Alpine Way in Jindabyne mit der Snowy River Road in Willis an der Grenze zu Victoria.

## Verlauf
Die Straße zweigt in Jindabyne von der Kosciuszko Road nach Süd-Südwesten ab und quert den Mowamba River. Sie führt durch die Siedlung Ingebyra und tritt in Pilot Wilderness Area ein.
Dort quert sie den Tongaroo River und führt an seinen Ufern entlang bis zu seiner Mündung in den Snowy River. Anschließend folgt der Barry Way dem Snowy River an seinem Westufer flussabwärts. Es folgen Querungen des Moyangul River und anderer rechter Zuflüsse des Snowy River.
Bei der Siedlung Willis erreicht die Straße die Grenze nach Victoria und endet. Nach Süden setzt sie die Snowy River Road (C608) fort.

## Straßenzustand
Von Jindabyne bis zum Eintritt in die Pilot Wilderness Area südlich von Ingebyra ist der Barry Way zweispurig ausgebaut und asphaltiert. In Bereich der Wilderness Area ist er – wie seine Fortsetzung nach Süden im Alpine-Nationalpark – unbefestigt. Die Straße führt durch wildes, naturbelassenes Gebirgsland, weit von größeren Siedlungen entfernt.
Obwohl die Straße wundervolle Ausblicke auf den Snowy River und die Berge in seiner Umgebung bietet, wird den Reisenden doch zur Vorsicht geraten: Im Sommer ist mit intensiver Sonneneinstrahlung zu rechnen und daher sind entsprechende Vorkehrungen zu treffen. Im Winter kann der Barry Way für längere Zeiträume wegen starken Schneefalls und Vereisung geschlossen sein.